# 中馬猪之吉
中馬 猪之吉（ちゅうまん / ちゅうま いのきち、1885年（明治18年）1月31日 - 1971年（昭和46年）1月23日）は、大正から昭和期の農業指導者、政治家。参議院議員（1期）、鹿児島県国分市長（第2代）、鹿児島県会議長。

## 経歴
鹿児島県囎唹郡国分郷（現・霧島市）で、中馬猪之助の長男として生まれる。1906年（明治39年）12月、神戸高等商業学校（現神戸大学）を中退した。1922年（大正11年）父の隠居に伴い家督を相続し農業を営む。
青年団長などを務め、1923年（大正12年）9月、鹿児島県会議員に選出され1947年（昭和22年）まで連続5期在任した。この間、副議長、議長、東国分村長、大政翼賛会鹿児島県支部常務委員などを務めた。
1947年4月の第1回参議院議員通常選挙に鹿児島県地方区から無所属で出馬して当選し 緑風会に所属した。同年、公職追放となり、同年6月28日に辞職し参議院議員を1期務めた。
追放解除後、1956年（昭和31年）無投票で国分市長に当選し、同年10月14日から1960年（昭和35年）10月13日まで1期在任した。この間、教育文化の振興、道路整備、治水事業の推進、自衛隊施設の整備誘致、農漁業の振興などに尽力した。1959年（昭和34年）秋の褒章で1923年以降、県議、村長、市長を歴任して公共の福祉に奉仕して地方自治発展に貢献したとして藍綬褒章受章。
その他、鹿子島県農業会長、同水産業会長、同煙草耕作組合連合会長などを務めた。
1964年（昭和39年）秋の叙勲で勲五等双光旭日章受章。
1971年（昭和46年）1月23日死去、85歳。死没日をもって従五位に叙される。

## 親族
- 二男 中馬辰猪（衆議院議員）[1]